# 파리 조약 (1810년)
파리 조약(Treaty of Paris)은 프랑스 제국이 러시아 제국과 스웨덴 왕국의 핀란드 전쟁을 종전시키기 위한 조약이다.

## 조약의 내용
- 스웨덴 왕국은 러시아 제국에 핀란드를 할양한다.
- 스웨덴 왕국은 대륙봉쇄령에 참가한다.
- 칼 13세는 장바티스트 베르나도트를 양자로 받아들여, 그를 후계자로 삼는다.

## 같이 보기
- 나폴레옹 전쟁